# Andrena simplex
Andrena simplex är en biart som beskrevs av Smith 1853. Andrena simplex ingår i släktet sandbin, och familjen grävbin. Inga underarter finns listade i Catalogue of Life.